# Döda fallet

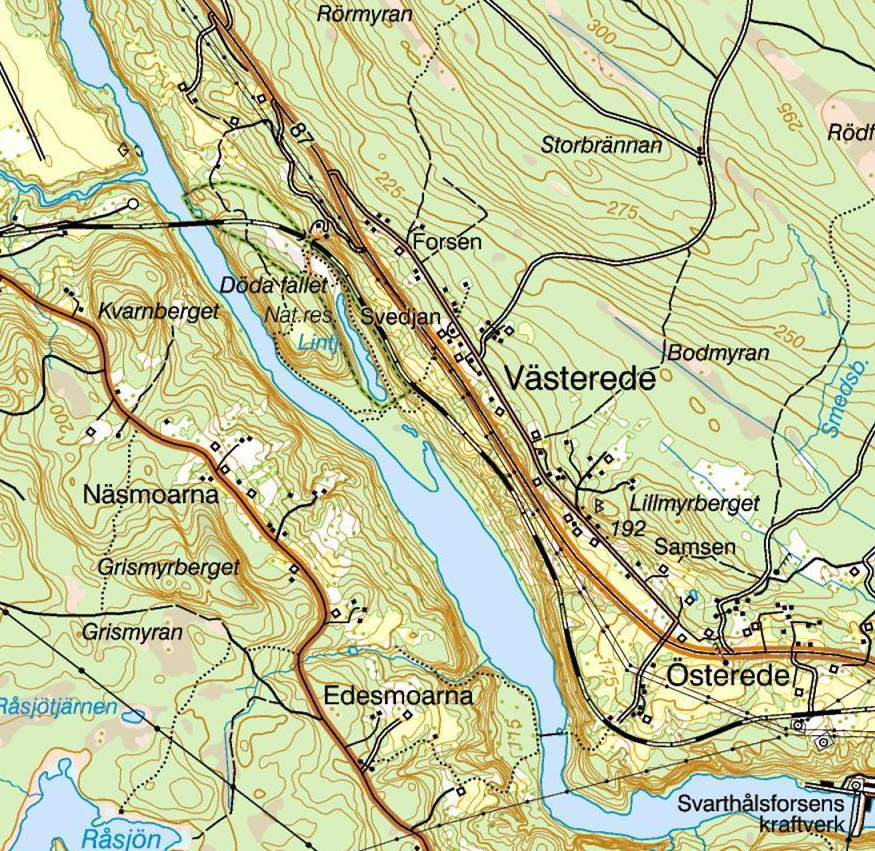
Karta över Indalsälven runt Döda fallet. Älven är numera reglerad via Svarthålsforsens kraftverk, vilket skapat ett vattenmagasin som är smalare än den forna Ragundasjön.

Döda fallet är en före detta fors i Jämtland, i en sedan år 1796 torrlagd älvfåra i den tidigare sträckningen av Indalsälven cirka 10 kilometer sydost om Hammarstrand, utefter Riksväg 87, mellan Hammarstrand och Bispgården. Döda fallets naturreservat har inrättas för fallet och strömfåran.

## Geologiska förutsättningar
Döda fallet är namnet på det torrlagda vattenfall som finns på gränsen mellan Ragunda och Fors socknar inom Ragunda kommun. Det uppkom genom att Indalsälven mellan den 6 och 7 juni 1796 tog en ny fåra efter att ha brutit igenom den sandås som dämt upp älven och bildat en sjö kallad Ragundasjön alternativt Ravund (eller Ravunden). Denna hade fram till genombrottet haft sitt utlopp via ett cirka 30 meter högt vattenfall (Jakob Albert Englund anger i sin bok en total höjd av 93 fot varav huvudfallet 62 fot).
Genombrottet skedde efter ett oförsiktigt grävningsarbete i åsen för att åstadkomma en flottled eftersom det branta fallet omöjliggjorde all flottning genom att timret slogs sönder i de branta klipporna. Vattenfallet, i regel kallat Gedungsen, förekommer också under andra namn som Storforsen eller Ragundaforsen, i folkligt tal även kallat Gedunsen eller i äldre dokument Getamsen.
Den geologiska strukturen hade sin bakgrund i den senaste istiden då den gamla älvfåran igenfyllts av grus och sand och skapat en barriär som dämde upp sjön. Genom de årtusenden som följt på istiden hade vattnet grävt sig tillbaka och bildat en kanjon och till sist bildat fallet. Resultatet av de krafter som verkat kan bland annat ses i form av jättegrytor som uppstått där stenar legat på älvbotten och malt hål i stengrunden. Liknande geologiska förutsättningar återfinns bland annat cirka 20 km uppströms vid Gesunden och Krångedeforsarna.

## Planer på utgrävning
Planer på att åstadkomma en flottled fanns tidigt. Enligt Abraham Hülphers Jämtlandsbeskrivning från 1775 fanns redan i början av 1700-talet planer på att göra Indalsälven farbar och göra Gedungsen brukbar för flottning. De tidiga planerna stäcktes genom Karl XII:s död. Genom avvittringen som började i början av 1750-talet hade bland annat bönderna i Ragunda och Stugun tilldelats vidsträckta skogsmarker från tidigare kronoskogar. De nya skogsägarna, de mer välbärgade hemmansåborna i dessa socknar ovanför forsen kom därför att bli stora intressenter för ett flottledsprojekt för att kunna saluföra sitt virke till Sundsvallsområdets sågägare. Dessa var å sin sida intresserade av att finna nya säljare på grund av den omfattande uthuggningen av skogarna närmast kusten.
Detta pockade på en lösning av det hinder som forsen innebar. Redan 1748 beslöt Sundsvalls stad att söka tillstånd till en utgrävning och till 1752 års riksdag kom en begäran om anslag för detta från stadens fullmäktige. Detta fick dock ingen respons. 1761 års riksdag förordade dock att låta utföra en undersökning om en kommunikationsled mellan Sundsvall och Jämtland bland annat via Indalsälven, och det väcktes en motion om statliga medel för en utgrävning av Gedungsen. På uppdrag av kungen och efter en hemställan av landshövdingen genomförde Jacob Stenius d.y. en omfattande undersökning 1766. Denne, som hade erfarenhet från Finland  av liknande frågor, uteslöt möjligheten att genom sprängning göra forsen flottningsbar. Enda alternativet var en flottled bredvid forsen genom den ås som fanns mellan sjön och de nedanförliggande så kallade Lokängarna. Hans förslag innehöll dock förbehåll om säkerheten i form av att uppföra en regelrätt fördämning med dammluckor och att utforma kanalen som en träränna.
En intressent som länge motsatte sig alla planer på kanalbygge var Västerede byaman som bodde närmast nedanför fallet och som månade om sitt laxfiske och sina slåtterängar. Man befarade att dessa skulle skadas av ett kanalbygge, något som bestreds av Ragundas samlade hemmansåbor. De försökte redan då på egen hand påbörja ett kanalbygge under ledning av nämndemannen och tidigare riksdagsmannen Jon Olofsson (1720-1799) i Pålgård. Man röjde en gata i skogen på åsen och började gräva ett dike. Arbetet avstannade dock tidigt delvis på grund av brist på tillstånd. Grävningsförespråkarna fick nu stöd av landshövdingen Per Abraham Örnsköld som 1768 vände sig direkt till kung Gustav III och menade att Forsborna saknade anledning att ställa sig i vägen med tanke på den stora nytta man skulle ha av företaget. Frågan var därmed uppe på högsta politiska nivå där inställningen varierade mellan de olika instanser som tillsattes för att utreda frågan. Örnskölds efterföljare som landshövding Germund Abraham Falkengren instämde i sin föregångares positiva inställning och till sist resulterade detta att Gustav III gav sitt tillstånd den 11 juli 1779 med hänvisning till den allmänna nyttan av ett sådant företag. Tillståndet innehöll ett förbehåll att först låta göra en värdering av det som riskerade skadas av en utgrävning, men i praktiken var det hela nu avgjort sedan Ragundaborna lovade att själva bekosta utgrävningen. Beslutet var ett brott mot 25 kap 1§ i Byggningabalken i 1734 års lag som stadgade skydd för enskild egendom. Tillståndet innebar ju att ett kanalbygge skulle göra intrång på Västeredes marker.

## Utgrävningen
Sedan häradssynerätten gjort sin värdering och de förenade bönderna i Stugun och Ragunda gett en löftesskrift om att ersätta den skada som skulle kunna uppkomma fanns inga hinder att börja arbetet, detta sedan rätten gjort ännu en syn 1780. Nämnde Jon Olofsson åtog sig att för en summa av 333 riksdaler och 16 skilling åstadkomma den önskade kanalen genom åsen. Hans metod att genom en serie grävda brunnar som fylldes med vatten som skulle erodera fram en kanal  blev ett misslyckande. Arbetet som påbörjades 1780 avstannade efter två år. 1793 beslöt sig de förenade bönderna i Ragunda och Stugun att återuppta arbetet och man bildade en form av intresseförening, som senare kom att benämnas Storforsbolaget även om det inte var ett bolag i formell mening. Den tidigare köpmannen Magnus Huss som fått kännedom om de nya planerna erbjöd nu grävningsintressenterna att utföra arbetet för ett arvode av 100 riksdaler. Detta accepterades tacksamt och han åtog sig uppgiften att vara arbetsledare för grävningen. Detta satte fart på det fortsatta arbetet. Han använde sig av en mer arbetsbesparande metod att gräva genom åsen genom att leda vatten från en närbelägen bäck i trärännor och spara det i dammar som sedan kunde släppas på med vissa mellanrum för att åstadkomma önskad effekt. Ytterligare en avgörande faktor för att föra arbetet framåt var den förening som ingicks 1794 mellan å ena sidan ett drygt 40-tal bönder från Ragunda och Stugun och Västeredes byamän å den andra. Där utlovades Västerede kompensation för eventuella skador.
Arbetet utsattes dock för åtskilliga försök att stoppa det. Det förekom en del sabotage där trärännorna slogs sönder nattetid men detta hade föga betydelse eftersom dessa snabbt kunde ersättas. Ett större hot mot arbetet var alla fortsatta överklaganden och önskningar att stoppa bygget, bland annat av de församlade invånarna i Fors socken som framställde sin begäran till landshövdingen om detta. Sådana byggstopp beviljades några gånger men arbetet kunde trots allt fortsätta. 1795 hade arbetet kommit så långt att kanalen var i det närmaste färdiggrävd. Man grävde igenom det sista partiet av åsen mot sjön och vatten började sippra igenom men flödet upphörde på grund av älvens ringa höjd och varaktighet. Utgrävningen fylldes igen men arbetet återupptogs följande år. Då hade Ragundaborna sedan länge av sparsamhetsskäl struntat i Stenius förslag till försiktighetsåtgärder och när den ovanligt starka vårfloden 1796 gjorde att älven bröt igenom sandåsen vid kanalen var katastrofen ett faktum. På fyra timmar tömdes sjön och uppskattningsvis strömmade cirka 35 000 kubikmeter vatten i sekunden ut ur sjön och åstadkom en mycket omfattande materiell förödelse ända ut till havet i form av förstörda sågverk, fiskeanordningar med mera. Märkligt nog omkom ingen människa vid själva flodvågen eftersom byarna nedströms är högt belägna och katastrofen inträffade nattetid. Däremot omkom flera efteråt i samband med ras intill den nya flodfåra som Indalsälven nu grävde i den forna sjöbotten. Ett resultat var också att ett nytt vattenfall, Hammarforsen bildades cirka 10 km uppströms.

## Efterverkningar
Åtskilligt har skrivits om katastrofen och vägen dit liksom om efterverkningarna. Den första boken var av pastorsadjunkten Jakob Albert Englund 1853. Englund hade tjänstgjort i Ragunda 1849-1853 och tagit del av de berättelser som fanns och kunde även intervjua sockenbor som hade varit unga då katastrofen inträffade och hade egna minnen av tiden. Englund synes också ha bedrivit egna arkivforskningar och han stöder sig i mycket på olika rättegångsprotokoll från de omfattande rättsprocesser som följde på händelserna 1796. Hans måleriska beskrivningar av flodvågens verkningar var tagna direkt från dessa. Englunds bok ligger till grund för i stort sett allt som sedan skrivits om dessa händelser.
Magnus Huss eller "Vildhussen" som han kallats efter sina vidlyftiga affärer som köpman innan (han hade tidigare kommit på obestånd på grund av dessa) har med åren blivit föremål för åtskillig legendbildning (se nedan om litteratur och film) och hans roll har uppenbart överdrivits en del. Som framgått kom han in i projektet på ett relativt sent stadium och hans betydelse ligger i den innovativa metod med vilken han utförde arbetet som arbetsledare. Han hade inget att göra med själva tillkomsten i övrigt. Hans död har också varit föremål för åtskilliga spekulationer. En spridd folklig föreställning är att han tagits av daga av uppretade ortsbor som stulit hans åror i samband med att han företog en båtfärd utefter älven och sedan skjutit ut båten i den starkt strömmande älven. Englund avfärdar denna teori och berättar följande händelseförlopp: Huss var på väg till Stockholm per båt och hade med sig ett par färdkamrater. När de kom till Svarthålsforsen och burit båten förbi själva forsen tvekade dessa att fortsätta i densamma och valde att fortsätta att gå till fots. Huss fortsatte då på egen hand med båten i de starka strömmarna nedanför forsen. Färdkamraterna såg båten försvinna bakom en klippa och det var det sista man såg av honom. Båten återfanns senare en bit nedströms och Huss själv nere i Liden där han sedan blev begravd. Englund beskriver de två färdkamraterna och vittnena som hederliga och väl kända personer och betvivlar starkt att de hade haft ohederliga avsikter. Magnus Huss själv försvann snart ur historien. Hans namn nämns knappt vid de rättegångar som följde.

## Det rättsliga efterspelet
Förutom alla materiella skador som åstadkoms av flodvågen blev uppkomsten av Döda fallet startpunkten för en rad rättsprocesser som kom att handla om själva ansvarsfrågan och hur alla förhållanden som uppstått av sjösänkningen skulle regleras rent juridiskt. Stora ytor ny mark hade uppstått av den gamla sjöbotten och frågan var vem som hade äganderätten till dessa.
Ansvarsfrågan kom att avhandlas i flera instanser. Häradssynerätten gav sitt utslag 4 juli 1797 där man fastslog att Ragundas och Stuguns sockenmän orsakat katastrofen genom den oförsiktiga grävningen och de dömdes att ersätta skadegörelsen och ersätta rättegångskostnaderna. Domen överklagades och Svea Hovrätt beslöt 14 december 1797 att domen skulle underställas Lagmansrättens prövning. I väntan på detta ingick parterna en förlikning som gick ut på att ersätta de skadedrabbade i Fors, Liden och Indal med 2000 riksdaler mot att de 54 tilltalade hemmansägarna i Ragunda och Stugun för all framtid skulle bli frikända för all efterräkning och tilltalan av de nämnda socknarnas jordägare och åbor. Uppgörelserna stadfästes av Lagmansrätten 11 juni 1798, fastställdes av Svea hovrätt 5 juli 1799 och slutligen av Högsta domstolen 22 april 1803. Domslutet har kallats en rättsskandal med få motstycken och menat att man med detta velat försvara den döde kung Gustav III och det tillstånd han givit i 1779 års kungabrev.
För att täcka skadekostnaderna och skadestånden kom insamlingar till stånd  i rikets kyrkor genom en så kallad stambok som beviljades av Gustav IV Adolf 1 maj 1799 för Fors socken. Senare beviljades de skadedrabbade i Liden och Indal detsamma. Dessa socknar reagerade mot att även Ragunda och Stugun ville söka om stamboksmedel. Senare beviljades de att tillsammans med Sundsvall erhålla en egen stambok.
Den intresseförening som med tiden kom att kallas Storforsbolaget fick framgent företräda de intressen som legat bakom grävningsföretaget. Bolaget kom så småningom att tilldömas äganderätten till den nya jord som uppstått på den gamla sjöbotten, vilken delades upp i olika bottenlotter. En stor del av dagens Hammarstrand är belägen på den gamla sjöbotten. Ytterligare rättsprocesser följde i katastrofens spår och kom att handla om varjehanda ting som gällde de olika skador uppstått och de sista rättsliga förhandlingarna ägde rum så sent som 1975, således nära 180 år efteråt. Sammanslutningen finns fortfarande kvar under namnet Ragundabotten 1 samfälligheter.

## Döda fallet och Vildhussen i skönlitteratur och film

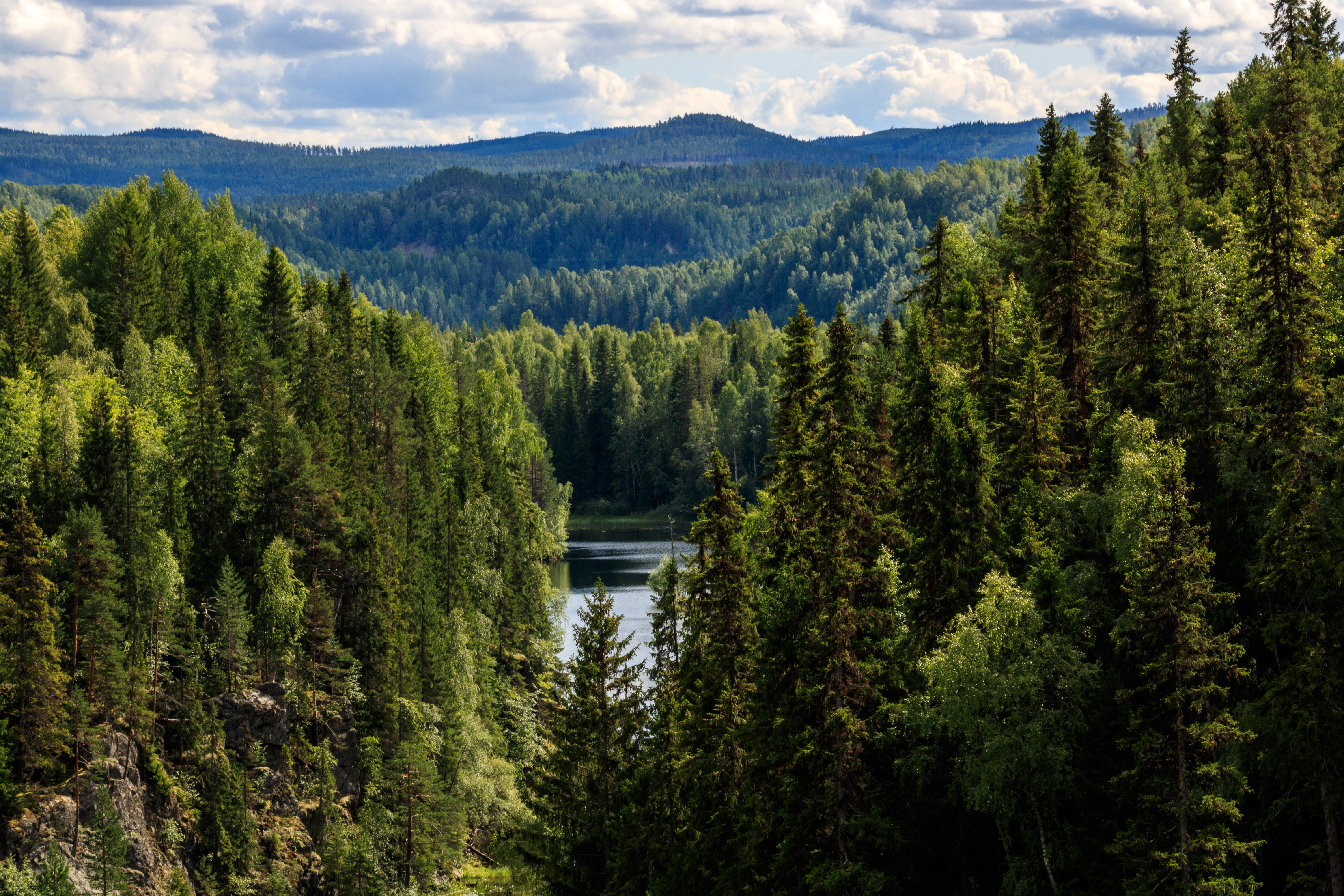
Utsikt i döda fallets naturreservat.

Händelserna 1796 har gestaltats i litterär form några gånger. Den första roman som behandlade ämnet var Per Hallströms "Döda fallet: en berättelse" 1902 (återutgiven 2001 i Svenska Akademiens klassikerserie). Till jubileet 1946 skrev Per Nilsson-Tannér "Vildhussen: ett krönikespel i tre akter" som uppfördes i Ragunda av i huvudsak amatörer från trakten. Texten är utgiven i bokform av Ragunda Hembygdsförening samma år. 1973 gav Lars Molin ut sin roman "Vild-Hussen" som i huvudsak var en fri fantasi på ämnet. Lars Lidströms krönikespel "Vildhussen" hade premiär 1992 på friluftsscenen vid Döda fallet och texten finns utgiven av Teater Västernorrland i samarbete med Ragunda kommun samma år. Lidströms skådespel uppfördes mellan 1992 och 1996. En bearbetad version hade nypremiär 2014. Hammarstrandsförfattaren Hildegard Löfbladh publicerade 1958 "Storforsens besegrare: ett krönikespel om Vild-Hussen och hans bragd". Detta har aldrig uppförts.
1996 gjorde filmaren Jonas Sima en dramadokumentär för TV "Vildhussen: Ett dokumentärspel om Nordens största naturkatastrof", där några av de medverkande från friluftsföreställningen fanns med. Vildhussen spelades av Ingmar Virta. Viveka Seldahl spelade hans änka och Sven Wollter Pehr Hellzén (här kallad en entreprenör). Därutöver medverkar en rad amatörer samt några intervjuade historiker, bland andra Erik Lönnroth. Filmen torgför bland annat den populära föreställningen att Magnus Huss bragtes om livet på det sätt som beskrivits ovan.
TV-serien Jordskott (2015-2017) innehåller inklippta miljöbilder från Ragunda, bland annat inspelade kring Döda fallet.
Döda fallet blev naturreservat år 1964 och räknas som en av Ragunda kommuns och Jämtlands större turistattraktioner. 2014 bildades Ragunda Världsarv AB av Ragunda kommun, Stiftelsen Jamtli, Destination Ragunda samt Ragunda Hembygdsförening  med syftet att arbeta för nomineringsarbetet inför en framtida världsarvsansökan för Döda fallet i Ragunda, destinationsutveckling samt annan evenemangsverksamhet och kommunantikvarisk rådgivning.

## Kulturscen
Döda fallets vridläktare och friluftsscen har byggts i närområdet. Denna vridläktare och dess omkrets brukar årligen sommartid vara spelplats för olika kulturevenemang, såsom skådespelet Vildhussen, folklustspel av gruppen Garvsyra  samt skådespel från den klassiska dramatiken.

## Galleri: Döda fallet 5 juli 2018

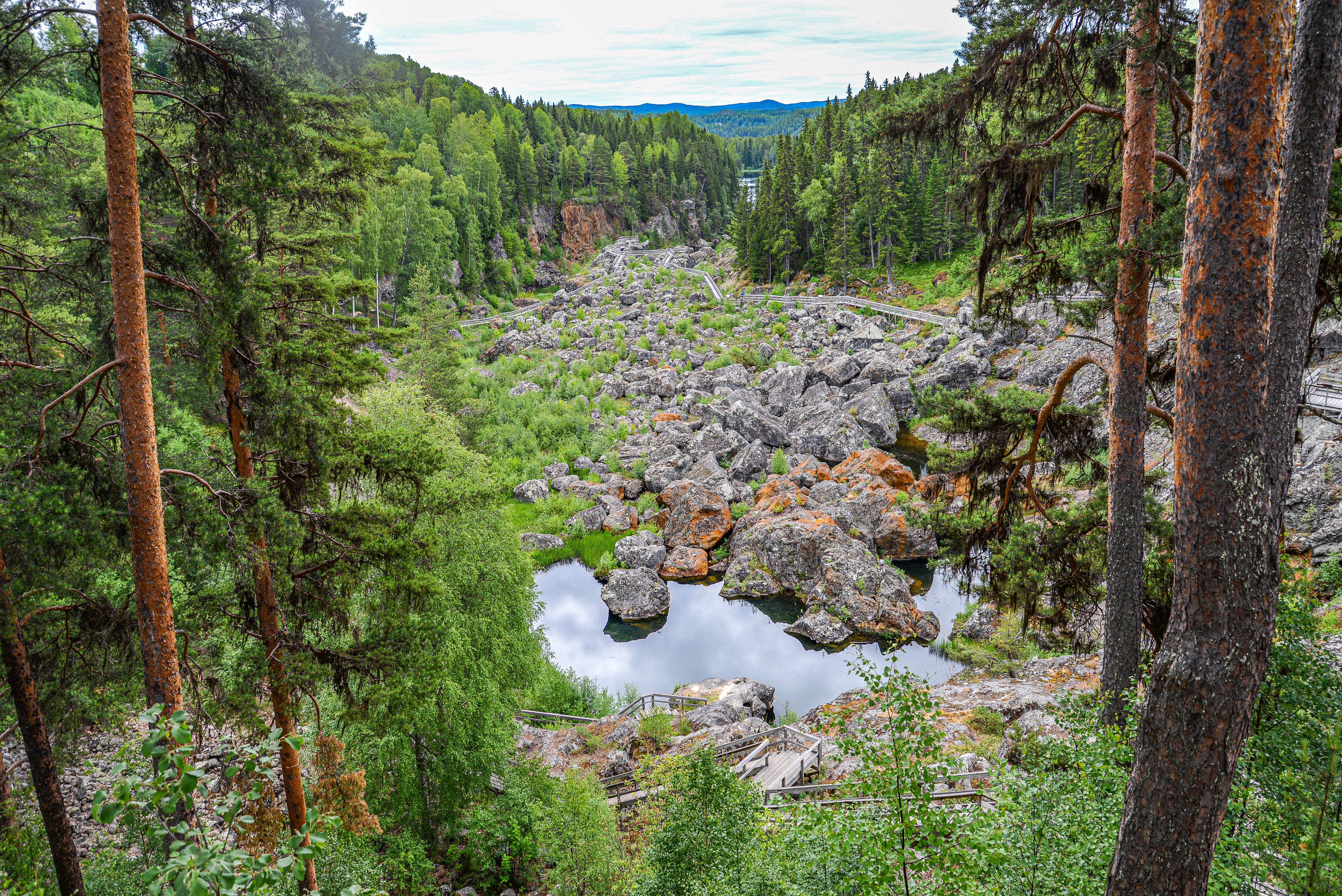
Fallet uppifrån.
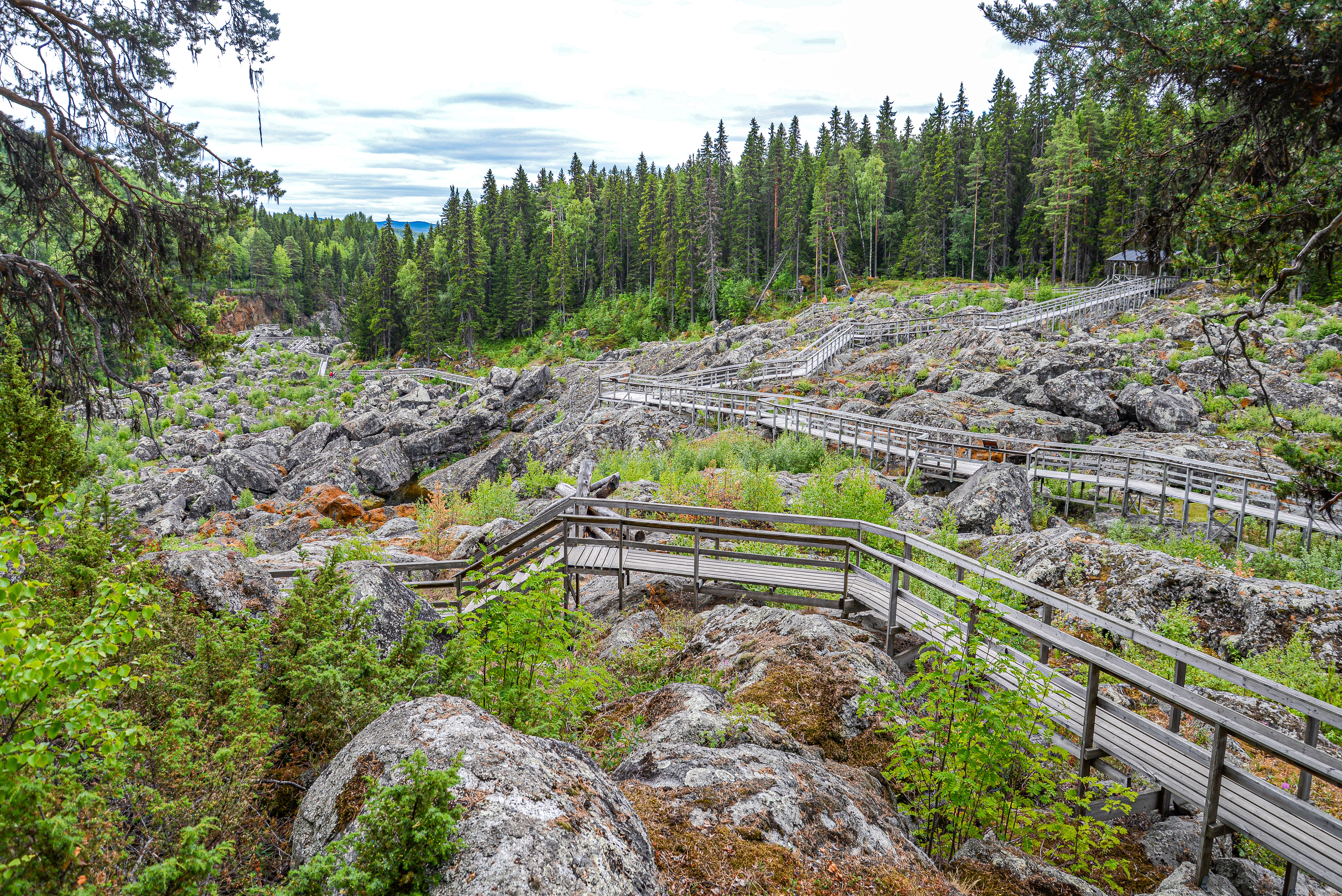
Gångbroarna.
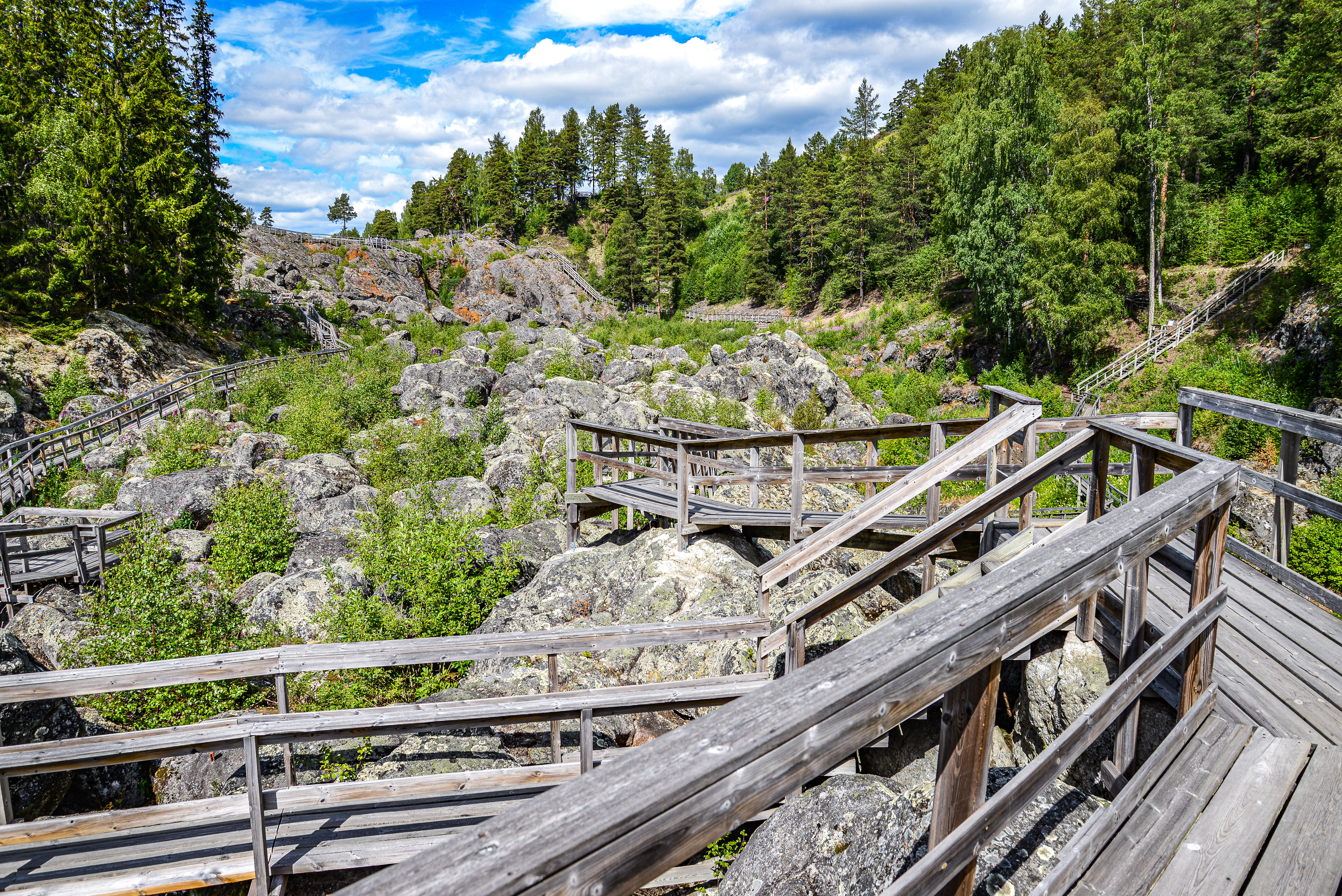
Fallet nerifrån.
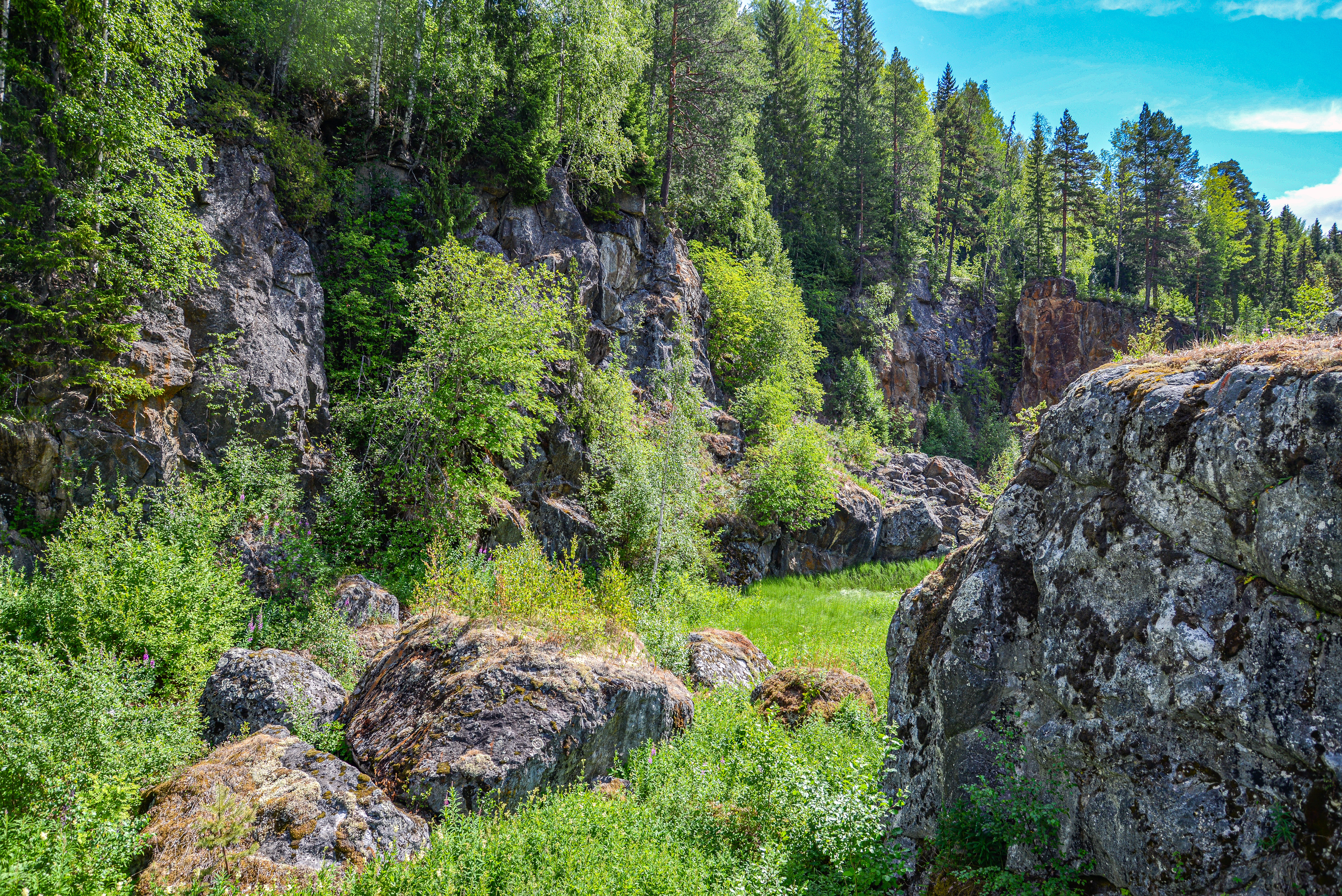
Nedanför fallet.
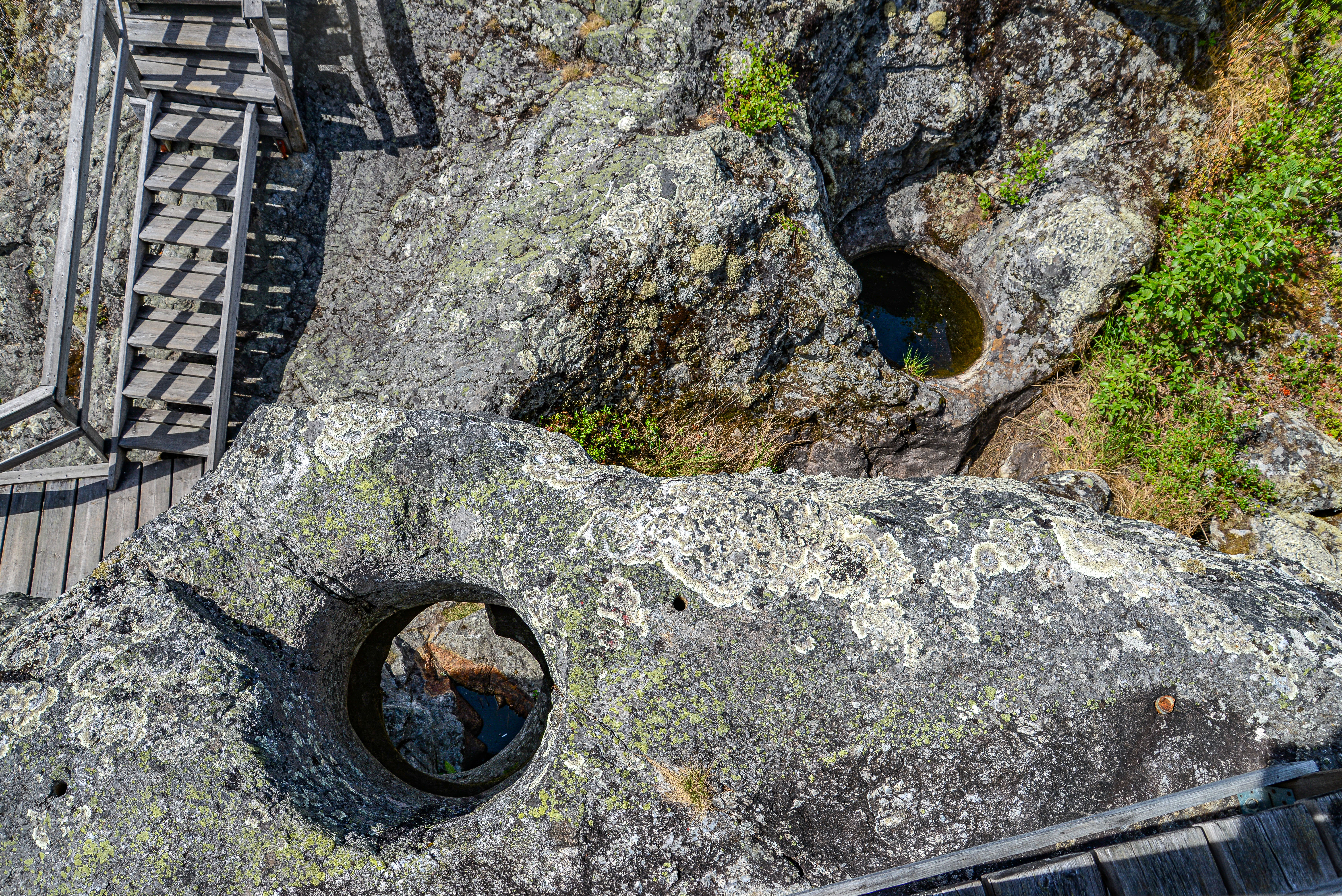
Jättegrytor.
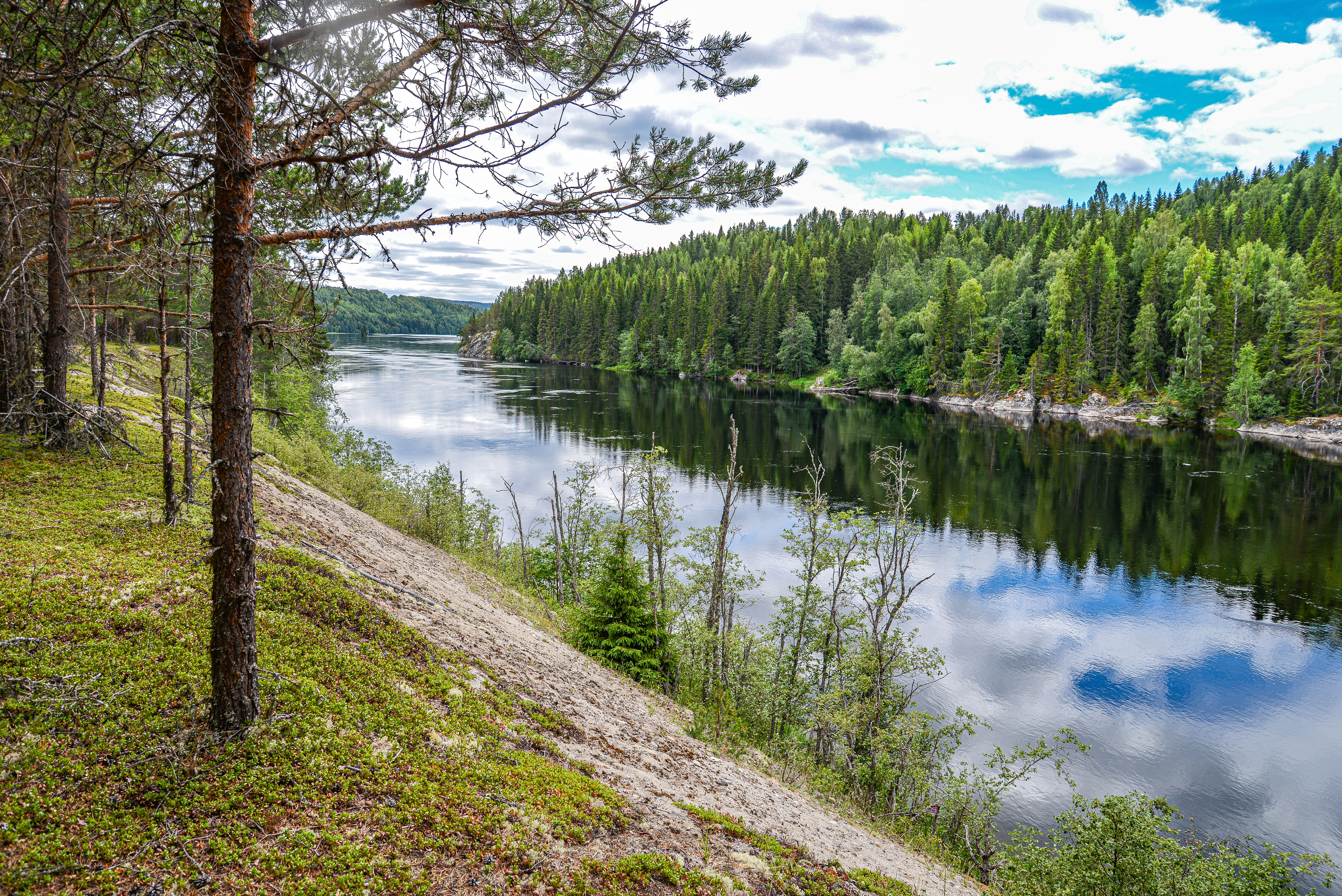
Indalsälven vid Döda fallet.
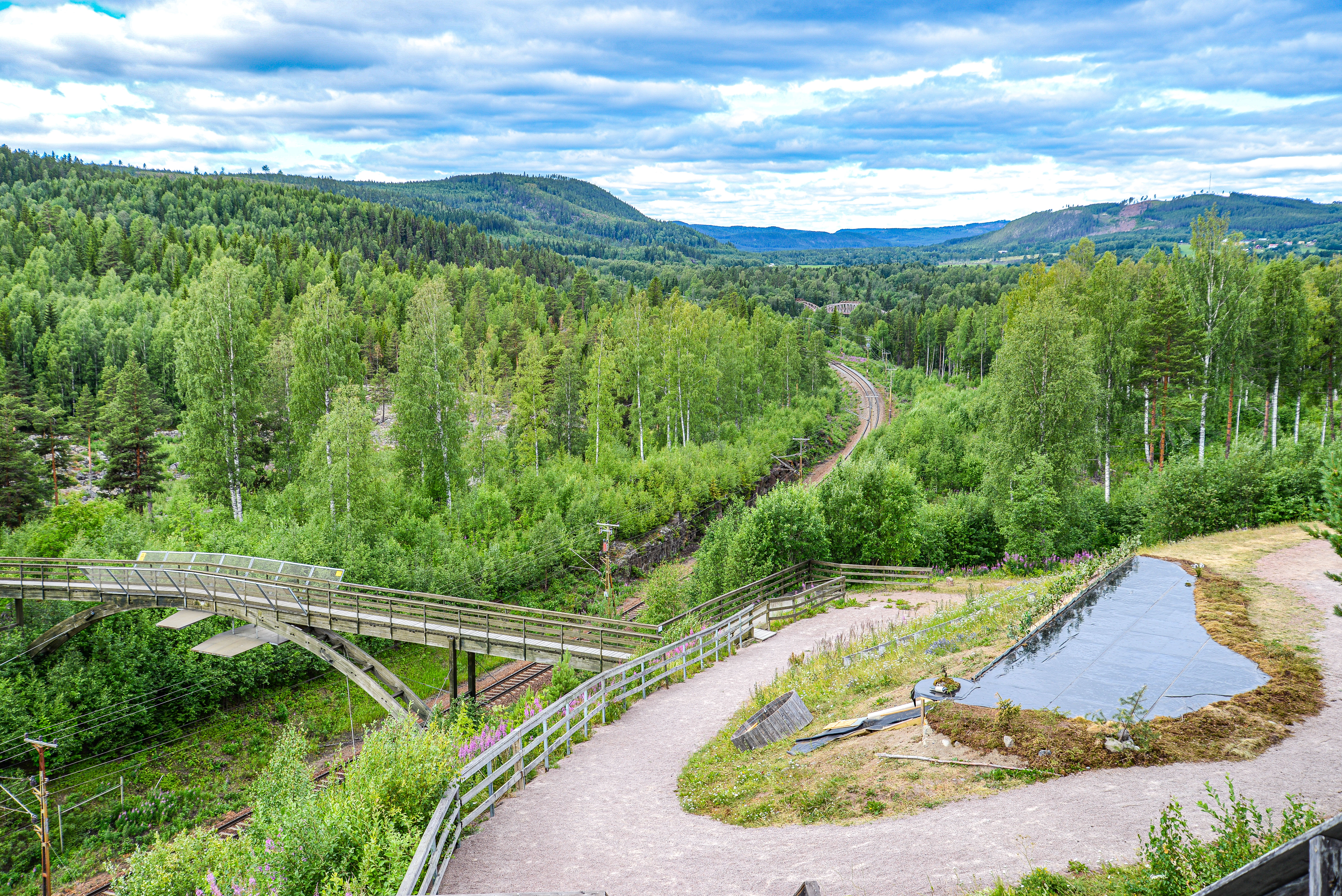
Vy mot den tömda Ragundasjön.
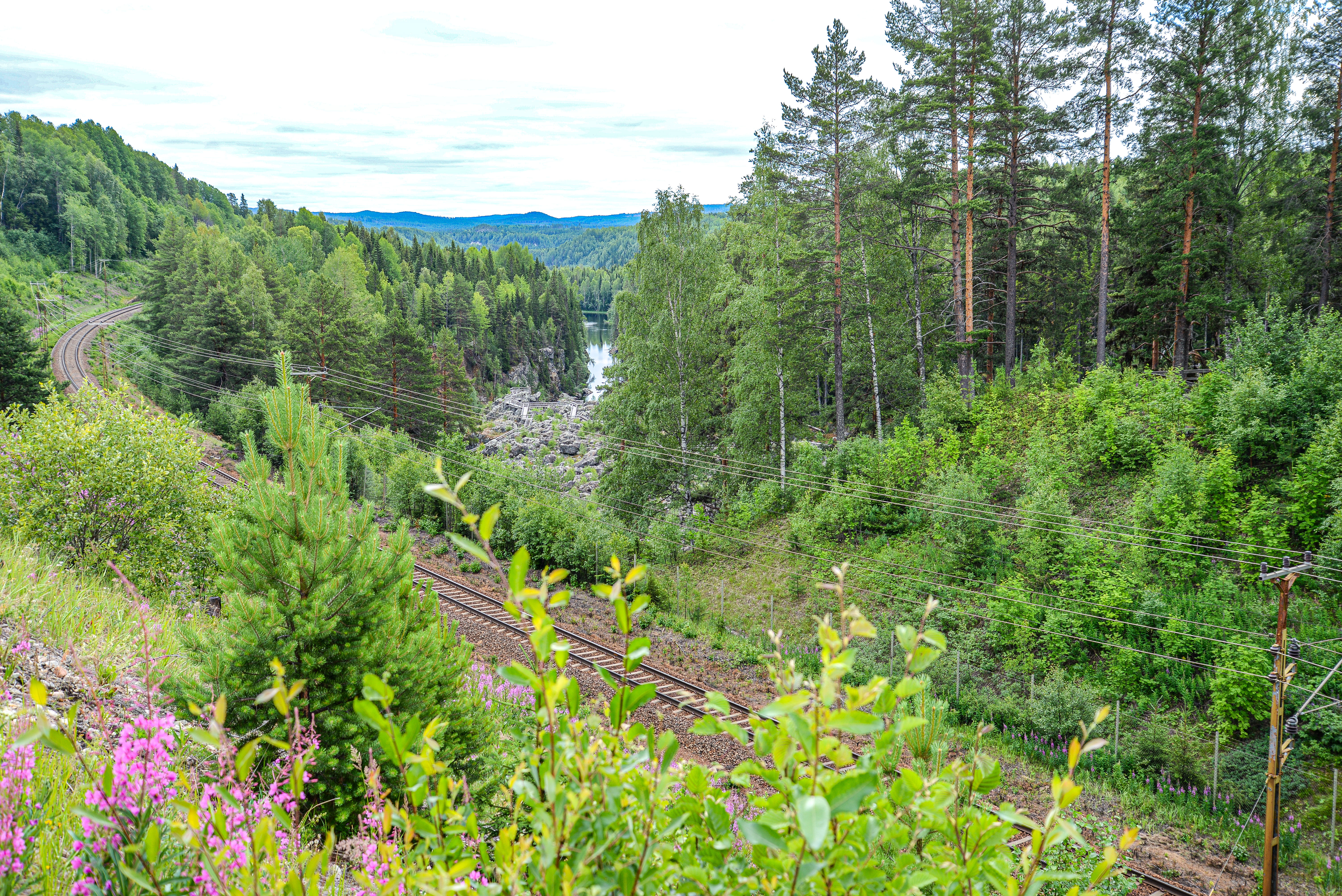
Vy från gångbron över järnvägen.